# Copa del Món de Futbol de 2014 - Grup A
El Grup A de la Copa del Món de Futbol de 2014, disputada al Brasil, estava compost per quatre equips, que s'enfrontaren entre ells en un total de sis partits. Quan van acabar aquests partits, els dos equips amb més punts es van classificar per a la fase següent.
El primer lloc d'aquest grup s'enfrontà contra el segon del grup B. El segon lloc del grup s'enfrontà al primer del grup B.
La competició es va disputar entre el 12 de juny i el 23 de juny de 2014.

## Integrants
El grup A estava integrat per les seleccions següents:
| Brasil | Croàcia | Mèxic | Camerun |

## Enfrontaments anteriors en Copa del Món
- Brasil - Croàcia:[1]
  - 2006, Fase de grups: Brasil 1-0 Croàcia

- Mèxic - Camerun: Cap partit[2]

- Brasil x Mèxic:[3]
  - 1950, Fase de grups: Brasil 4-0 Mèxic
  - 1954, Fase de grups: Brasil 5-0 Mèxic
  - 1962, Fase de grups: Brasil 2-0 Mèxic

- Camerun - Croàcia: Cap partit[4]

- Camerun - Brasil:[5]
  - 1994, Fase de grups: Camerun 0-3 Brasil

- Croàcia - Mèxic:[6]
  - 2002, Fase de grups: Croàcia 0-1 Mèxic

## Classificació final
| Pos | Equip      | PJ | PG | PE | PP | GF | GC | DG | Pts | Classificació        |
| --- | ---------- | -- | -- | -- | -- | -- | -- | -- | --- | -------------------- |
| 1   | Brasil (H) | 3  | 2  | 1  | 0  | 7  | 2  | +5 | 7   | Avança a segona fase |
| 2   | Mèxic      | 3  | 2  | 1  | 0  | 4  | 1  | +3 | 7   | Avança a segona fase |
| 3   | Croàcia    | 3  | 1  | 0  | 2  | 6  | 6  | 0  | 3   |                      |
| 4   | Camerun    | 3  | 0  | 0  | 3  | 1  | 9  | −8 | 0   |                      |

## Partits

### Brasil - Croàcia
| Brasil                               | 3-1     | Croàcia            |
| ------------------------------------ | ------- | ------------------ |
| Neymar 29', 71' (pen.) · Oscar 90+1' | Detalls | Marcelo 11' (p.p.) |

| Brasil | Croàcia |

| BRASIL:             |    |                   |     |     |
|                     |    |                   |     |     |
| GR                  | 12 | Júlio César       |     |     |
| LD                  | 2  | Daniel Alves      |     |     |
| ZA                  | 3  | Thiago Silva (c.) |     |     |
| ZA                  | 4  | David Luiz        |     |     |
| LE                  | 6  | Marcelo           |     |     |
| VO                  | 17 | Luiz Gustavo      | 87' |     |
| VO                  | 8  | Paulinho          |     | 63' |
| MC                  | 11 | Oscar             |     |     |
| AT                  | 19 | Hulk              |     | 68' |
| AT                  | 10 | Neymar            | 27' | 88' |
| AT                  | 9  | Fred              |     |     |
| Canvis:             |    |                   |     |     |
| MC                  | 18 | Hernanes          |     | 63' |
| AT                  | 20 | Bernard           |     | 68' |
| MC                  | 16 | Ramires           |     | 88' |
| Entrenador:         |    |                   |     |     |
| Luiz Felipe Scolari |    |                   |     |     |

| Croàcia:    |    |                  |     |     |
|             |    |                  |     |     |
| GR          | 1  | Stipe Pletikosa  |     |     |
| LD          | 11 | Darijo Srna (c.) |     |     |
| ZA          | 5  | Vedran Ćorluka   | 65' |     |
| ZA          | 6  | Dejan Lovren     | 69' |     |
| LE          | 2  | Šime Vrsaljko    |     |     |
| MC          | 10 | Luka Modrić      |     |     |
| MC          | 7  | Ivan Rakitić     |     |     |
| MC          | 4  | Ivan Perišić     |     |     |
| MC          | 20 | Mateo Kovačić    |     | 61' |
| MC          | 18 | Ivica Olić       |     |     |
| AT          | 9  | Nikica Jelavić   |     | 78' |
| Canvis:     |    |                  |     |     |
| MC          | 14 | Marcelo Brozović |     | 61' |
| AT          | 16 | Ante Rebić       |     | 78' |
| Entrenador: |    |                  |     |     |
| Niko Kovač  |    |                  |     |     |

| Àrbitres assistents · Japó Toru Sagara · Japó Toshiyuki Nagi · Quart àrbitre: · Iran Alireza Faghani · Cinquè àrbitre: · Iran Hassan Kamranifar |

### Mèxic - Camerun
| Mèxic       | 1-0     | Camerun |
| ----------- | ------- | ------- |
| Peralta 61' | Detalls |         |

| Mèxic | Camerun |

| Mèxic:         |    |                     |     |       |
|                |    |                     |     |       |
| GR             | 13 | Guillermo Ochoa     |     |       |
| ZA             | 2  | Francisco Rodríguez |     |       |
| ZA             | 4  | Rafael Márquez (c.) |     |       |
| ZA             | 15 | Héctor Moreno       | 57' |       |
| AD             | 22 | Paul Aguilar        |     |       |
| AE             | 7  | Miguel Layún        |     |       |
| VO             | 23 | José Juan Vázquez   |     |       |
| MC             | 6  | Héctor Herrera      |     | 90+1' |
| MC             | 18 | Andrés Guardado     |     | 69'   |
| AT             | 10 | Giovani dos Santos  |     |       |
| AT             | 19 | Oribe Peralta       |     | 74'   |
| Canvis:        |    |                     |     |       |
| MC             | 8  | Marco Fabián        |     | 69'   |
| AT             | 14 | Javier Hernández    |     | 74'   |
| ZA             | 3  | Carlos Salcido      |     | 90+1' |
| Entrenador:    |    |                     |     |       |
| Miguel Herrera |    |                     |     |       |

| Camerun:     |    |                          |     |     |
|              |    |                          |     |     |
|              |    |                          |     |     |
| GR           | 16 | Charles Itandje          |     |     |
| LD           | 4  | Cédric Djeugoué          |     | 46' |
| ZA           | 3  | Nicolas N'Koulou         |     |     |
| ZA           | 14 | Aurélien Chedjou         |     |     |
| LE           | 2  | Benoît Assou-Ekotto      |     |     |
| VO           | 6  | Alex Song                |     | 79' |
| MD           | 17 | Stéphane Mbia            |     |     |
| ME           | 18 | Eyong Enoh               |     |     |
| MC           | 8  | Benjamin Moukandjo       |     |     |
| MC           | 13 | Eric Maxim Choupo-Moting |     |     |
| AT           | 9  | Samuel Eto'o (c.)        |     |     |
| Canvis:      |    |                          |     |     |
| ZA           | 5  | Dany Nounkeu             | 77' | 46' |
| AT           | 15 | Pierre Webó              |     | 79' |
|              |    |                          |     |     |
| Entrenador:  |    |                          |     |     |
| Volker Finke |    |                          |     |     |

| Àrbitres assistents · Colòmbia Humberto Clavijo · Colòmbia Eduardo Díaz · Quart àrbitre: · Tahití Norbert Hauata · Cinquè àrbitre: · Kenya Aden Marwa |

### Brasil - Mèxic
| Brasil | 0-0     | Mèxic |
| ------ | ------- | ----- |
|        | Detalls |       |

| Brasil | Mèxic |

| BRASIL:             |    |                   |     |     |
|                     |    |                   |     |     |
| GR                  | 12 | Júlio César       |     |     |
| LD                  | 2  | Daniel Alves      |     |     |
| ZA                  | 3  | Thiago Silva (c.) | 79' |     |
| ZA                  | 4  | David Luiz        |     |     |
| LE                  | 6  | Marcelo           |     |     |
| VO                  | 8  | Paulinho          |     |     |
| VO                  | 17 | Luiz Gustavo      |     |     |
| MC                  | 16 | Ramires           | 45' | 46' |
| MC                  | 11 | Oscar             |     | 84' |
| AT                  | 10 | Neymar            |     |     |
| AT                  | 9  | Fred              |     | 68' |
| Canvis:             |    |                   |     |     |
| AT                  | 20 | Bernard           |     | 46' |
| AT                  | 21 | Jô                |     | 68' |
| MC                  | 19 | Willian           |     | 84' |
| Entrenador:         |    |                   |     |     |
| Luiz Felipe Scolari |    |                   |     |     |

| Mèxic:         |    |                     |     |     |
|                |    |                     |     |     |
| GR             | 13 | Guillermo Ochoa     |     |     |
| ZA             | 2  | Francisco Rodríguez |     |     |
| ZA             | 4  | Rafael Márquez (c.) |     |     |
| ZA             | 15 | Héctor Moreno       |     |     |
| AD             | 22 | Paul Aguilar        | 59' |     |
| AE             | 7  | Miguel Layún        |     |     |
| VO             | 23 | José Juan Vázquez   | 62' |     |
| MC             | 6  | Héctor Herrera      |     | 76' |
| MC             | 18 | Andrés Guardado     |     |     |
| AT             | 10 | Giovani dos Santos  |     | 84' |
| AT             | 19 | Oribe Peralta       |     | 74' |
| Canvis:        |    |                     |     |     |
| AT             | 14 | Javier Hernández    |     | 74' |
| MC             | 8  | Marco Fabián        |     | 76' |
| AT             | 9  | Raúl Jiménez        |     | 84' |
| Entrenador:    |    |                     |     |     |
| Miguel Herrera |    |                     |     |     |

| Àrbitres assistents · Turquia Bahattin Duran · Turquia Tarik Ongun · Quart àrbitre: · Noruega Svein Oddvar Moen · Cinquè àrbitre: · Noruega Kim Haglund |

### Camerun - Croàcia
| Camerun | 0-4     | Croàcia                                     |
| ------- | ------- | ------------------------------------------- |
|         | Detalls | Olić 11' · Perišić 48' · Mandžukić 61', 73' |

| Camerun | Croàcia |

| Camerun:     |    |                          |     |     |
|              |    |                          |     |     |
| GR           | 16 | Charles Itandje          |     |     |
| LD           | 17 | Stéphane Mbia            |     |     |
| ZA           | 14 | Aurélien Chedjou         |     | 46' |
| ZA           | 3  | Nicolas N'Koulou (c.)    |     |     |
| LE           | 2  | Benoît Assou-Ekotto      |     |     |
| VO           | 21 | Joël Matip               |     |     |
| MC           | 6  | Alex Song                | 40' |     |
| MC           | 18 | Eyong Enoh               |     |     |
| MD           | 13 | Eric Maxim Choupo-Moting |     | 75' |
| ME           | 8  | Benjamin Moukandjo       |     |     |
| AT           | 10 | Vincent Aboubakar        |     | 70' |
| Canvis:      |    |                          |     |     |
| ZA           | 5  | Dany Nounkeu             |     | 46' |
| AT           | 15 | Pierre Webó              |     | 70' |
| MC           | 20 | Edgar Salli              |     | 75' |
| Entrenador:  |    |                          |     |     |
| Volker Finke |    |                          |     |     |

| Croàcia:    |    |                  |     |     |
|             |    |                  |     |     |
| GR          | 1  | Stipe Pletikosa  |     |     |
| LD          | 11 | Darijo Srna (c.) |     |     |
| ZA          | 5  | Vedran Ćorluka   |     |     |
| ZA          | 6  | Dejan Lovren     |     |     |
| LE          | 3  | Danijel Pranjić  |     |     |
| MC          | 10 | Luka Modrić      |     |     |
| MC          | 7  | Ivan Rakitić     |     |     |
| MD          | 4  | Ivan Perišić     |     | 78' |
| MA          | 19 | Sammir           |     | 72' |
| ME          | 18 | Ivica Olić       |     | 69' |
| AT          | 17 | Mario Mandžukić  |     |     |
| Canvis:     |    |                  |     |     |
| AT          | 22 | Eduardo da Silva | 89' | 69' |
| MC          | 20 | Mateo Kovačić    |     | 72' |
| AT          | 16 | Ante Rebić       |     | 78' |
| Entrenador: |    |                  |     |     |
| Niko Kovač  |    |                  |     |     |

| Àrbitres assistents · Portugal Bertino Cunha · Portugal Tiago Trigo · Quart àrbitre: · Guatemala Walter López · Cinquè àrbitre: · Costa Rica Leonel Leal |

### Camerun - Brasil
| Camerun   | 1-4     | Brasil                                       |
| --------- | ------- | -------------------------------------------- |
| Matip 26' | Detalls | Neymar 17', 35' · Fred 49' · Fernandinho 84' |

| Camerun | Brasil |

| Camerun:     |    |                          |     |     |
|              |    |                          |     |     |
| GR           | 16 | Charles Itandje          |     |     |
| LD           | 22 | Allan Nyom               |     |     |
| ZA           | 3  | Nicolas N'Koulou (c.)    |     |     |
| ZA           | 21 | Joël Matip               |     |     |
| LE           | 12 | Henri Bedimo             |     |     |
| VO           | 7  | Landry N'Guémo           |     |     |
| MC           | 17 | Stéphane Mbia            | 80' |     |
| MC           | 18 | Eyong Enoh               | 11' |     |
| AD           | 13 | Eric Maxim Choupo-Moting |     | 81' |
| AE           | 8  | Benjamin Moukandjo       |     | 58' |
| AT           | 10 | Vincent Aboubakar        |     | 72' |
| Canvis:      |    |                          |     |     |
| MC           | 20 | Edgar Salli              | 76' | 58' |
| AT           | 15 | Pierre Webó              |     | 72' |
| MC           | 11 | Jean Makoun              |     | 81' |
| Entrenador:  |    |                          |     |     |
| Volker Finke |    |                          |     |     |

| BRASIL:             |    |                   |  |     |
|                     |    |                   |  |     |
| GR                  | 12 | Júlio César       |  |     |
| LD                  | 2  | Daniel Alves      |  |     |
| ZA                  | 3  | Thiago Silva (c.) |  |     |
| ZA                  | 4  | David Luiz        |  |     |
| LE                  | 6  | Marcelo           |  |     |
| VO                  | 17 | Luiz Gustavo      |  |     |
| VO                  | 8  | Paulinho          |  | 46' |
| MC                  | 11 | Oscar             |  |     |
| AT                  | 7  | Hulk              |  | 63' |
| AT                  | 10 | Neymar            |  | 71' |
| AT                  | 9  | Fred              |  |     |
| Canvis:             |    |                   |  |     |
| MC                  | 5  | Fernandinho       |  | 46' |
| MC                  | 16 | Ramires           |  | 63' |
| MC                  | 19 | Willian           |  | 71' |
| Entrenador:         |    |                   |  |     |
| Luiz Felipe Scolari |    |                   |  |     |

| Àrbitres assistents · Suècia Mathias Klasenius · Suècia Daniel Wärnmark · Quart àrbitre: · Noruega Svein Oddvar Moen · Cinquè àrbitre: · Noruega Kim Haglund |

### Croàcia - Mèxic
| Croàcia     | 1-3     | Mèxic                                      |
| ----------- | ------- | ------------------------------------------ |
| Perišić 87' | Detalls | Márquez 72' · Guardado 75' · Hernández 82' |

| Croàcia | Mèxic |

| Croàcia:    |    |                  |     |     |
|             |    |                  |     |     |
| GR          | 1  | Stipe Pletikosa  |     |     |
| LD          | 11 | Darijo Srna (c.) |     |     |
| ZA          | 5  | Vedran Ćorluka   |     |     |
| ZA          | 6  | Dejan Lovren     |     |     |
| LE          | 2  | Šime Vrsaljko    |     | 58' |
| MC          | 7  | Ivan Rakitić     | 9'  |     |
| MC          | 3  | Danijel Pranjić  |     | 74' |
| MD          | 4  | Ivan Perišić     |     |     |
| MA          | 10 | Luka Modrić      |     |     |
| ME          | 18 | Ivica Olić       |     | 69' |
| AT          | 17 | Mario Mandžukić  |     |     |
| Canvis:     |    |                  |     |     |
| MC          | 20 | Mateo Kovačić    |     | 58' |
| AT          | 16 | Ante Rebić       | 89' | 69' |
| AT          | 9  | Nikica Jelavić   |     | 74' |
| Entrenador: |    |                  |     |     |
| Niko Kovač  |    |                  |     |     |

| Mèxic:         |    |                     |     |     |
|                |    |                     |     |     |
| GR             | 13 | Guillermo Ochoa     |     |     |
| ZA             | 2  | Francisco Rodríguez |     |     |
| ZA             | 4  | Rafael Márquez (c.) | 39' |     |
| ZA             | 15 | Héctor Moreno       |     |     |
| AD             | 22 | Paul Aguilar        |     |     |
| AE             | 7  | Miguel Layún        |     |     |
| VO             | 23 | José Juan Vázquez   |     |     |
| MC             | 6  | Héctor Herrera      |     |     |
| MC             | 18 | Andrés Guardado     |     | 84' |
| AT             | 10 | Giovani dos Santos  |     | 62' |
| AT             | 19 | Oribe Peralta       |     | 79' |
| Canvis:        |    |                     |     |     |
| AT             | 14 | Javier Hernández    |     | 62' |
| MC             | 21 | Carlos Peña         |     | 79' |
| MC             | 8  | Marco Fabián        |     | 84' |
| Entrenador:    |    |                     |     |     |
| Miguel Herrera |    |                     |     |     |

| Àrbitres assistents · Uzbekistan Abdukhamidullo Rasulov · Plantilla:KYR Bakhadyr Kochkarov · Quart àrbitre: · Camerun Néant Alioum · Cinquè àrbitre: · Senegal Djibril Camara |